# Jade Le Guilly
Jade Le Guilly (Nogent-sur-Marne, 18 juni 2002) is een voetbalspeelster uit Frankrijk. Ze speelt als verdediger voor Paris Saint-Germain in de Division 1.

## Clubcarrière
Jade Le Guilly speelde in de jeugd voor Marines Vexin en AS du Vexin voordat ze in 2016 overstapte naar Paris Saint-Germain. In een wedstrijd tegen Górnik Łęczna op 2 december 2020 maakte ze haar debuut voor Paris Saint-Germain in de Champions League. Le Guilly tekende op 8 februari 2021 haar eerste profcontract tot medio 2024. Haar competitiedebuut volgde in een wedstrijd tegen Le Havre AC.
Op 6 september 2022 maakte Le Guilly op huurbasis de overstap naar Real Sociedad. Haar debuut volgde op 17 september 2022 in een wedstrijd tegen Villarreal CF. Haar eerste en enige doelpunt voor Real Sociedad maakte ze in de uitwedstrijd tegen FC Barcelona.
In het seizoen 2023-2024 keerde Le Guilley terug bij Paris Saint-Germain waarin ze de groepsfase van de Champions League bereikte. Op 19 februari 2024 tekende ze een nieuwe verbintenis in de Franse hoofdstad tot medio 2027. Op 2 maart 2024 maakte Le Guilly haar eerste competitiedoelpunt in een wedstrijd tegen Le Havre AC.

## Statistieken
| Seizoen | Club                | Land      | Competitie       | Wedstrijden | Doelpunten |
| ------- | ------------------- | --------- | ---------------- | ----------- | ---------- |
| 2020/21 | Paris Saint-Germain | Frankrijk | Division 1       | 1           | 0          |
| 2021/22 | Paris Saint-Germain | Frankrijk | Division 1       | 6           | 0          |
| 2022/23 | Real Sociedad       | Spanje    | Primera División | 22          | 1          |
| 2023/24 | Paris Saint-Germain | Frankrijk | Division 1       | 19          | 3          |
| 2024/25 | Paris Saint-Germain | Frankrijk | Division 1       | 21          | 0          |
| 2025/26 | Paris Saint-Germain | Frankrijk | Division 1       | 0           | 0          |
| Totaal  | Totaal              | Totaal    | Totaal           | 69          | 4          |

Laatste update: 13 augustus 2025

## Interlandcarrière
Jade Le Guilly maakte deel uit van de selectie van Frankrijk onder 20 voor het WK 2022 waarin Frankrijk in de kwartfinale werd uitgeschakeld door Japan. Le Guilly kwam in alle wedstrijden van Frankrijk op het toernooi in actie.
Op 9 april 2023 werd Le Guilly voor het eerst opgeroepen voor het Franse voetbalelftal voor een vriendschappelijke wedstrijd tegen Canada. Ze maakte haar debuut op 29 oktober 2024 in een 2-1 nederlaag tegen Zwitserland.

## Persoonlijk
Jade Le Guilly is de oudere zus van Eden Le Guilly, die ook voor Paris Saint-Germain speelt.